# Nickel Bag
Nickel Bag — третій мініальбом американського реп-рок гурту Kottonmouth Kings, виданий лейблом Subnoize Records 9 травня 2006 р. на iTunes як промо до сьомого студійного альбому Koast II Koast.

## Список пісень
| № | Назва                  | Тривалість |
| - | ---------------------- | ---------- |
| 1 | «Where's the Weed At?» | 4:59       |
| 2 | «Neva Stop»            | 4:24       |
| 3 | «Everybody Move»       | 4:10       |
| 4 | «Pimpin Lessons»       | 3:25       |